# Haplochromis decticostoma
Haplochromis decticostoma е вид лъчеперка от семейство Цихлиди (Cichlidae).

## Разпространение
Видът е разпространен в Уганда.